# Food and Chemical Toxicology
Food and Chemical Toxicology — рецензований науковий журнал, який висвітлює аспекти безпеки харчових продуктів, хімічної безпеки та інші аспекти безпеки споживчих товарів. Його видає Elsevier і було засновано в 1963 році. Головний редактор — Хосе Л. Домінго.

## Реферування та індексування
Журнал реферується та індексується в Analytical Abstracts, BIOSIS Previews, CAB International, Chemical Abstracts Service, Current Contents/Agriculture, Biology & Environmental Sciences, Current Contents/Life Sciences, Elsevier BIOBASE, EMBASE, MEDLINE / PubMed, Science Citation Index та Scopus. 
Згідно з Journal Citation Reports, у 2014 році він мав імпакт-фактор 2,895 і посідав 30 місце серед 87 журналів у категорії «Токсикологія» та 14 місце серед 123 журналів у категорії «Харчові науки та технології».

## Суперечки
У вересні 2012 року Food and Chemical Toxicology був першим журналом, який опублікував статтю французького молекулярного біолога Жиля-Еріка Сераліні, що представляла дворічне дослідження годівлі щурів і повідомляла про збільшення кількості пухлин серед щурів, яких годували генетично модифікованою кукурудзою та гербіцидом RoundUp. У листопаді 2013 року видавець (Elsevier) відкликав статтю, яка згодом була перевидана журналом Environmental Sciences Europe у червні 2014 року.
У 2022 році журнал опублікував статтю, в якій повідомляється про механізми різних захворювань, які автори пов’язують з вакцинацією проти COVID-19. Стаття отримала різнопланові відгуки, декілька вчених піддали її критиці, інші підтвердили гіпотезу авторів. 